# Paisatge Protegit de la Costa Occidental d'Astúries
El Paisatge protegit de la Costa Occidental d'Astúries és una àrea protegida, la qual, malgrat estar recollida a la Xarxa Ambiental d'Astúries, encara no està oficialment declarada com a tal malgrat estar regulat pel Decret 38/94. Constitueix una estreta franja litoral d'uns 35 km d'extensió i d'entre 1 a 3 km d'amplitud, abastant una superfície d'uns 62042 km², situats entre els concejos de Valdés i Cudillero, i incloent en ell altres figures de protecció i al seu torn estant inclòs ell en altres tals com:
- està inclòs de manera parcial en la: Zona Especial de Conservació Cap Bust-Luanco amb nombre d'identificació ÉS1200055; Zona Especial de Conservació Riu Esqueiro, amb identificador ÉS1200028, i a la Zona d'Especial Protecció per a les Aus Cap Bust-Luanco, identificador ÉS0000318.
- inclou la Zona Especial de Conservació Turbera de Las Dueñas, identificador ÉS1200045, i el Monument Natural de la Turbera de Las Dueñas.

El paisatge d'aquesta zona costanera es veu caracteritzat per la presència de certes variables que són al seu torn condicionants d'aquest, tals com la gran rasa costanera (àmplies planicies iniciades en el veril dels penya-segats i que en el seu final es camuflen amb les estribaciones muntanyenques que es troben més prop del mar), que es troba seccionada per llits fluvials (l'emersió de les plataformes d'abrasió que van donar lloc a la formació de la rasa, van provocar també que la xarxa fluvial es veiés encaixonada, forçant-la a erosionar el terreny donant lloc a profundes valls amb pendent considerable); i una reiterada successió de litologies silíceas, principalment areniscas i quarsites (en les quals el mar penetra donant lloc tant a accidents geogràfics com a caps, i petites badies d'escassa magnitud que donen lloc a nombroses platges de jaços mixts, part dels quals es deuen a l'erosió dels penya-segats per l'acció del vent i el mar).
Per això, una de les característiques d'aquest paisatge protegit és la presència de platges de palets i graves, enfront del que ocorre a la zona protegida de la costa oriental, en la qual ens trobem amb una abundància i predomini de platges de sorra.

## Vegetació de la zona protegida
L'ús agrícola del territori de la rasa costanera occidental, han donat lloc a la pèrdua de la riquesa i varietat de la vegetació autòctona, que havia d'estar formada per boscos de carbayo (Quercus robur) i bedoll (Betula pubescens subsp.celtiberica). En el seu lloc podem trobar plantacions de forestals d'eucaliptus i pi.
Com hi ha poques zones d'estuaris, les marismas també solen ser escasses, malgrat això cal destacar el petit estuari del riu Esva, al costat de la Platja de Cova, en el qual es pot apreciar l'existència d'un sistema dunar.
Com a arenals han de tenir-se en compte les platges d'Otur (Valdés) i Sant Pere de La Ribera o de Bocamar, en Cudillero; en les quals en posseir un sistema dunar, es poden apreciar algunes poblacions de nardo marítim (Pancratium maritimum).

## Fauna de la zona protegida
La fauna del Paisatge Protegit de la Costa Occidental ha sofert, sens dubte, els efectes negatius del notable grau d'humanització, que ha produït la pèrdua dels ecosistemes i hàbitats cusi que ha provocat que els grans mamífers forestals siguin pràcticament inexistents en ella, malgrat la qual cosa pot destacar-se la presència de senglars, guineus, esquirols, teixons.
Són les aus el grup de vertebrats de major interès, destacant la presència d'aus d'aigua dolça com: el rascló europeu (Rallus aquaticus) o la gallineta (Gallinula chloropus), l'ànec collverd (Anas platyrhynchos), bernat pescaire (Ardea cinerea) o Xarxet comú (Anas crecca). Malgrat això, el grup de major rellevància és el de les aus marines com: Corb marí emplomallat (Phalacrocorax aristotelis), Gavià argentat (Larus michahellis).
Dins de la zona protegida, en els llits dels rius també poden trobar-se exemplars dignes d'esment com és la presència del salmó europeu (Salm salar) en el riu Esva, i ocasionalment en els rius Negre i Esqueiro. Finalment cal tenir també en compte la presència d'invertebrats com el llimac clapejat (Geomalacus maculosus) i del caragol de Quimper (Elona quimperiana), a més del Musclo d'aigua dolça (Margaritifera margaritifera), que pot trobar-se en els rius Esva i Esqueiro. A més, entre els insectes, cal destacar la petita libèl·lula (Coenagrion mercuriale), disseminada per petits rierols i tolles.